# Blacksburg (Virginia)
Blacksburg è una città degli Stati Uniti d'America, nella Contea di Montgomery nel sud-ovest della Virginia, situata nella New-River Valley nei monti Appalachi.
Dal 1872 sede di un'importante Università pubblica, il Virginia Polytechnic Institute and State University, meglio nota come Virginia Tech.